# Leo Feist
Leo Feist (* 3. Januar 1869 in Mount Vernon/New York; † 21. Juni 1930 in Mount Vernon) war ein US-amerikanischer Musikverleger.
Feist arbeitete zunächst als Vertriebsleiter einer Korsettfabrik. Er versuchte sich erfolglos als Songwriter und gründete 1895 mit Joe Frankenthaler einen gemeinsamen Musikverlag (Leo Feist Inc.). Die ersten erfolgreichen Titel, die sie veröffentlichten, waren Nobody Cares for Me und Oh, Oh Miss Liberty von Harry Von Tilzer. 1913 erwarb Feist ein vierstöckiges Bürogebäude in New York mit Büros für Instrumentatoren, Illustratoren und Songwriter.
1917 kaufte er für 25.000 Dollar George M. Cohans Song Over There, von dem er zwei Millionen Exemplare verkaufte. Erfolglos blieb hingegen sein Versuch, die Rechte am Tiger Rag der Original Dixieland Jazz Band zu erwerben. Seinen größten finanziellen Erfolg hatte er 1927 mit My Blue Heaven von Walter Donaldson/George A. Whiting. Der Song wurde von Gene Austin aufgenommen, Eddie Cantor brachte ihn in die Ziegfeld Follies des Jahres, und Feist konnte fünf Millionen Exemplare verkaufen. Fünf Jahre nach seinem Tod wurde sein Verlag von Metro-Goldwyn-Mayer übernommen.